# Јована Момчиловић
Јована Момчиловић (Лесковац, 12. јануар 1987) српска је графичка дизајнерка и асистенткиња на Катедри за дизајн на Академији струковних студија политехнике у Београду.

## Биографија
Јована Момчиловић је у Лесковцу завршила „Средњу школу за текстил и дизајн”. У току средњошколског образовања, 2006. године, добија другу награду на конкурсу Министарства просвете и спорта Републике Србије и Европског покрета у Србији под називом „Европа у школи”, а са темом „Дух заједништва у демократској Европи”. Била је изабрана за ђака генерације.
Уписује 2006. Факултет уметности у Нишу, студијски програм Графички дизајн, а исте године уписује и Факултет примењених уметности у Београду одсек примењена уметност, смер Графички дизајн, где је и дипломирала 2011. и стекла звање мастер. Докторирала је на Факултета примењених уметности у Београду у јулу 2017. одбранивши дисертацију под насловом: Докторски уметнички пројекат МАПИРАЊЕ СЕЋАЊА - Просторно лоцирање индивидуалних сећања посредством знака у функцији питања, постављеном као уметничко-теоријско истраживање начинa како да се сачувају персонализована сећања једног времена у датим географским оквирима на територији Београда. Бавећи се притом узрочним појавама и питањима која покрећу сећања и њиховим маркирањем у виртуелном свету, при чему се, Јована као аутор, ослања на веб апликационе системе, друштвене мреже и саме промене друштва услед дигиталног доба. Овај докторски уметнички пројекат говори о идентитету једне заједнице кроз призму сећања. Одбраном овог уметничког пројекта, под менторством проф. др Зорана Блажине, постаје један од првих доктора пимењене уметности из области графичког дизајна на југу Србије.
Током студија била је учесник две интернационалне летње школе Универзитета уметности у Београду:
- „Брза ферментација” одржана у Неготину, 2008. радионица за сликање мурала, код ментора професора Синише Жикића.
- „Места покретног сећања”, Сремски Карловци, 2009. радионица за дигиталну уметност – морфовање под називом „Reverse Mutant Zombies” под менторством професора Дејана Грбе.

Изведени радови јавно су били изложени на завршетку радионице у Сремским Карловцима и касније још једанпут представљени на изложби „Photo Robot”, јануара 2011. године у Великој галерији дома културе Студентски Град у Београду.
Била је део програма „Youth in Action 3.1”, 2010. као асистент наставе анимације летњег омладинског кампа у Француској „Youth Gaze Beyond Landscape”.
2012. добија статус слободног уметника од УЛУПУДС-а.

## Професионални рад
- Од септембра 2013. до 2015. године ангажована је као сарадник у настави на предметима ликовно узорковање текстила и цртање и сликање, на Технолошком факултету у Лесковцу, на смеру за индустријски дизајн текстилних производа.
- 2011 – 2014, ради као илустратор дигиталних уређаја за компанију „ТrackIT” из Лондона.
- 2013 – 2014, графички дизајнер за модни бренд „Mode Walk”.
- 2014 – 2016, графички дизајнер адвертајзинг агенције „Adit Advertising” из Хјустона.
- 2015 – 2016, графички техничар и илустратор за агенцију „Rambler On”.
- 2016, илустратор дигиталних уређаја за компанију „” из Лондона.
- 2017 - 2020, графички дизајнер за компанију YETI, Остин.
- 2022 - данас, Асистент са докторатом на Катедри за графички дизајн на Академији струковних студија политехнике у Београду.

## Изложбе
- „Знак”– изложба логотипа, Градска Галерија Народне Библиотеке у Лесковцу, 2012.
- „Passenger”–изложба цртежа, Галерија дома Културе у Грделици.
- „Значења”– изложба плаката, Народни музеј у Лесковцу, 2014.

Излагала је и на више од 30. групних изложби у земљи и иностранству.

## Награде
- Друга награда у оквиру редовне наставе на Факултету, на предметима „Графичке комуникације” и „Плакат”, а на конкурсу „Наука у служби здравља” компаније „Roche” и Факултета примењених уметности,
- Друга награда на конкурсу Позоришног плаката са називом „Плакат као идентитет фестивала, 17. Интернационалног фестивала дечијег позоришта 2010. у Суботици”,
- Прва награда за кратак филм „Филмом против дуванског дима”, 2009. године, на конкурсу расписаном од стране Министарства здравља Републике Србије, а у сарадњи са Европском канцеларијом за борбу против дувана и уз медијску подршку телевизије Б92.